# Grenze zwischen Kirgisistan und Usbekistan
Die Kirgisisch-usbekische Grenze ist die internationale Grenze zwischen Kirgisistan und Usbekistan. Aufgrund ihrer Verschachtelung mit Enklaven ist sie mit 1314 Kilometern die längste internationale Grenze Kirgisistans. Sie ist auch Ursache für ethnische und politische Konflikte.

## Grenzverlauf
Die Grenze beginnt im Norden am Dreiländereck mit Kasachstan. Usbekisches Territorium bildet dann einen „Finger“ zwischen Kasachstan und Kirgisistan und überquert das Piskomgebirge. Zu großen Teilen wird die Fläche dort von Nationalparks eingenommen. Die Grenze führt dann grob in Richtung Südosten, überquert die Tschatkal-Kette und die Qurama-Berge und mündet nahe Varzik ins Ferghanatal. Ab dann ist die Grenze sehr komplex und verschachtelt gezogen und ergibt grob die Form einer Pfeilspitze usbekischen Territoriums. An der Nordseite dieser „Pfeilspitze“ liegt ein usbekischer „Stummel“, der nur durch ein engen Streifen mit dem usbekischen Hauptgebiet verbunden ist und somit eine Fast-Enklave bildet. Sie führt schließlich in Richtung Westen zum Dreiländereck mit Tadschikistan.
Der nördlichste Teil der Grenze ist gebirgig und kaum besiedelt, während der südliche Teil im Ferghanatal dicht besiedelt ist.
Von Usbekistan nach Kirgisistan führen mehrere Stichbahnstrecken. Usbekische Bahnlinien und Straßen verlaufen teilweise kurz nach Kirgisistan und wieder zurück, da die Infrastruktur in der Sowjetunion ohne Beachtung der damals rein administrativen Grenzen gebaut wurde.

### Enklaven
Es gibt mehrere von kirgisischen Territorium umschlossene usbekische Enklaven: So'x, Shohimardon, Jhangail und Chong-Kara, bis 2022 gab es eine kirgisische Enklave Barak. Diese Enklave wurde im Jahr 2022 gegen ein gleich großes Stück Land an der Grenze ausgetauscht. Die Bewohner von Barak sind nach Kirgisistan umgezogen.

## Geschichte
Das russische Reich hatte im 19. Jahrhundert Zentralasien erobert, indem es die beiden Khanate Kokand und Chiwa sowie das Emirat von Buchara annektierte. Als die Sowjets 1917 die Macht übernahmen, wurde beschlossen, die Länder in ethnisch begründete Sowjetrepubliken aufzuteilen. Dies stand im Einklang mit der kommunistischen Lehre, Nationalismus sei ein notwendiger Schritt zum Erreichen des Kommunismus. Josef Stalin definierte später eine Nation als „eine historisch gebildete, stabile Gemeinschaft von Menschen mit gemeinsamer Sprache, Territorium, Wirtschaft und psychologische Verbindung, manifestiert in einer gemeinsamen Kultur“.
Diese Praxis wird oft als ein stalinistischer Versuch angesehen, die sowjetische Hegemonie zu wahren, indem Zentralasien künstlich in Nationen aufgeteilt wird und die Grenzen absichtlich so gezogen wurden, dass Minderheiten in jeder Nation verbleiben. Die Sowjets waren vermutlich wegen eventuellen Panturkischen Aufständen wie den Basmatschi-Aufstand besorgt, nähere Analysen zeigen allerdings von einem vielseitigeren Bild auf.
Die Sowjets zielten auf ethnisch homogene Republiken, aber viele Gebiete waren ethnisch komplex, weshalb es sich oft als schwer erwies, manche Völker (z. B. die tadschikisch-usbekischen Sart) ethnisch „richtig“ zuzuordnen. Lokale Eliten beklagten oft ihr Schicksal, und aufgrund von mangelnden aktuellen ethnographischen Daten gelang es nicht immer, sie „korrekt“ zuzuordnen. Zudem wurden die Grenzen oft nicht nach ethnischen Kriterien gezogen, sondern eher auf infrastrukturellen und geographischen Gegebenheiten. Der Versuch, alle diese Gegebenheiten in einer nationalistischen Atmosphäre zu beachten, erwies sich oft als schwierig bis unmöglich. Dies führte zu einer extrem komplizierten Grenzziehung und großen Minderheiten, die in der „falschen“ Republik lebten. Zudem wurde nicht erwartet, dass diese Grenzen international werden sollten.

Das sowjetische Zentralasien 1922 vor der Einteilung in Nationen

In den 1920er Jahren bestand Zentralasien aus zwei autonomen sozialistischen Sowjetrepubliken innerhalb der RSFSR: Die Turkestanische ASSR und die Kirgisische ASSR (Im heutigen Kasachstan; damals wurden Kasachen aufgrund der Verwechslungsgefahr mit den Kosaken als Kirgisen und die Kirgisen als Kara-Kirgisen bezeichnet). Es gab auch „Nachfolgerepubliken“ des Emirats von Buchara und des Khanats von Chiwa.
Am 25. Februar 1925 kündigten das Politbüro der KPdSU und das Zentralkomitee der Sowjetunion an, die Einteilung durchzuführen. Dieser Prozess wurde von einem Spezialkomittee des zentralasiatischen Büros durchgeführt, das in drei Unterkomitees für die drei Hauptnationen (Kasachen, Turkmenen und Usbeken) unterteilt war. Ursprünglich war geplant, die beiden Nachfolgerepubliken der Khanate beizubehalten, aber später wurde mit lokalen Kommunisten gegen die Beibehaltung entschieden.
Die Grenze zwischen der kirgisischen SSR und der usbekischen SSR war aufgrund der ethnisch vermischten, dichten Besiedlung besonders schwierig zu ziehen. Als Faustregel wurden nomadische Gebiete der kirgisischen SSR und sesshafte Gebiete der usbekischen SSR zugeschrieben. Allerdings bemerkten die Sowjets den wirtschaftlich hinderlichen kirgisischen Mangel an Städten, und so wurde auch dies miteinbezogen. Deshalb wurden z. B. Osch und Dschalal-Abad, größtenteils usbekische Städte, an die kirgisische SSR abgegeben.
Die Grenze war ursprünglich viel länger, da die heute tadschikische Region Chudschand damals noch zur Usbekischen SSR gehörte. Die jetzige Version wurde mit der Gründung der tadschikischen SSR Ende 1929 erreicht. Die mit dem heutigen Kirgisistan identische Kara-kirgisische ASSR war vorher innerhalb der russischen SSR. 1925 wurde sie in Kirgisische ASSR umbenannt, im nächsten Jahr wurde sie zur kirgisischen ASSR in 1926 (Nicht mit der kirgisischen ASSR bis 1925, die Kasachstan darstellte, verwechseln), und wurde schließlich im Jahr 1936 zur kirgisischen SSR.
Nach der Auflösung der Sowjetunion 1991 wurden Usbekistan und Kirgisistan unabhängig und die Grenze wurde international. Ethnische Konflikte hatten sich schon 1990 in Form der Unruhen in Osch 1990 gezeigt. In den Jahren 1999 und 2000 begann Usbekistan, die Grenze zu demarkieren und mit Landminen zu sichern. Eine Abkommen aus dem Jahr 2001, laut dem möglicherweise Abschnitte der Grenze abgegrenzt und Land ausgetauscht würde, das die jeweiligen Enklaven mit dem „Festland“ verbinden würde, wurde in Kirgisistan schlecht aufgenommen und das Abkommen wurde nie ratifiziert, was zu dieser Zeit zu anhaltenden Spannungen entlang der Grenze führte. In den letzten Jahren haben sich die Beziehungen verbessert und 2018 wurde ein Abkommen unterzeichnet, das die Grenze zu großen Teilen delimitierte; Diskussionen über den Status der Grenze laufen weiter. Diese Diskussionen endeten 2023 mit einer Einigung: Kirgisistan gibt das Kempir-Abad-Reservoir mit dem umgebenden Land (4.957 ha) im Austausch für 1019 Hektar Weideland und 12.849 ha Land an einer anderen Stelle der Grenze an Usbekistan ab. Bereits im Vorjahr wurde die Enklave Barak gegen ein gleich großes Stück usbekisches Land an Usbekistan abgegeben.

## Grenzsicherung
Nach den Bombenanschlägen in Taschkent 1999 beschuldigte Usbekistan u. a. kirgisische Terroristen mit dem Anschlag. Deshalb baute Usbekistan teilweise auf umstrittenen Gebiet einen Grenzzaun. Kirgisistan kritisierte diesen Schritt, der Zaun würde an einigen Stellen bis zu 60 m in kirgisisches Gebiet einschneiden.

## Grenzübergänge
- Schamaldysai (KGZ) – Uchqoʻrgʻon (UZB) (Straße und Eisenbahn, aktuell geschlossen)
- Dschalal-Abad (KGZ) – Khanabad (UZB) (Straße und Eisenbahn, aktuell geschlossen)
- Osch (KGZ) – Qorasuv (UZB) (Eisenbahn)
- Dostyk (KGYZ) – Dustlyk (UZB) (Straße)
- Kysyl-Kyja (KGZ) – Quvasoy (UZB) (Eisenbahn)

## Orte in Grenznähe

### Kirgisistan
- Kök-Tash
- Sumsar
- Ala-Buka
- Akkorgon
- Ak-Tam
- Tujukdschar
- Kerben
- Uspenkowka
- Kysyldschar
- Schamaldysai
- Kotschkor-Ata
- Dschalal-Abad
- Kara-Suu
- Osch
- Arawan
- Ütsch-Korgon
- Kysyl-Kyja
- Kadamdschai
- Pülgön
- Sar-Tasch

### Usbekistan
- Gava
- Varzik
- Kosonsoy
- Iskavat
- Zarkent
- Paramat
- Bekovat
- Yangikurgan
- Uchqoʻrgʻon
- Paytug
- Andijan
- Paxtaobod
- Dardak
- Khanabad
- Qorasuv
- Qo‘rg‘ontepa
- Asaka, Uzbekistan
- Palvantash
- Marhamat
- Quva
- Fergana
- Quvasoy
- Margilan
- Rishton

## Umstrittene Gewässer
- Kempir-Abad-Reservoir
- Kasan-Sai-Reservoir